# Amblyaspis rufithorax
Amblyaspis rufithorax är en stekelart som beskrevs av Jean-Jacques Kieffer 1913. Amblyaspis rufithorax ingår i släktet Amblyaspis och familjen gallmyggesteklar. Inga underarter finns listade i Catalogue of Life.